# Альберт Вендт
Альберт Вендт (нар. 27 жовтня 1939, Апіа, Самоа) — новозеландський поет, прозаїк, драматург і художник самоанського походження. Відставний професор Оклендського університету (до виходу на пенсію викладав новозеландську та полінезійську літературу, літературну майстерність). З 1970-х років має значний вплив на літературне середовище Нової Зеландії (Аотеароа) та Океанії, є редактором антологій сучасної полінезійської поезії. Автор численних публікацій, нерідко ілюстрованих власноруч.
2000 року отримав від новозеландського уряду орден «За заслуги». Як художник 2008 року мав власну виставку в Окленді.

## Твори
- Guardians and Wards. Studie, Victoria University of Wellington, 1965[6]
- Sons for the Return Home. 1973.
- Flying Fox in a Freedom Tree: And Other Stories. 1974.
- Inside us the Dead. Poems 1961 to 1974. 1976.
- Pouliuli. 1977.
- Leaves of the Banyan Tree. 1979.
- Der Clan von Samoa. Hammer, Wuppertal 1982 ISBN 3-87294-204-2.
- The Birth and Death of the Miracle Man. 1986.
- Black Rainbow. 1992.
- Die Blätter des Banyanbaums. Zürcher Unionsverlag, Zürich 1998, ISBN 3-293-20122-9.
- The Best of Albert Wendt's Short Stories. 1999.
- The Book of the Black Star. 2002.

## Українські переклади
2013 року у видавництві «Крок» вийшла книга Альберта Вендта «Від Гаваїв до Аотеароа» в перекладах Ганни Яновської.

## Фільми
- Sons for the return home, Нова Зеландія, 1979, художній фільм, 117 хв., Режисер: Paul Maunder
- LOOKOUT: Auckland Faa Samoa, Нова Зеландія, 1982, докфільм, 50 хв., Сценарій: Albert Wendt, Режисер: Keith Hunter
- Flying fox in a freedom tree, Нова Зеландія, 1992, художній фільм, 92 хв., Режисер: Martyn Sanderson